# Gaurenopsis
Gaurenopsis é um gênero de traça pertencente à família Arctiidae.